# Sawtra
Sawtra (russisch Завтра, wörtlich morgen) ist eine russische Zeitschrift, die nationalistische mit kommunistischen Inhalten verbindet.

## Geschichte
1990 gründete Alexander Prochanow die Zeitschrift zunächst unter dem Namen Den (День, deutsch Tag) und wurde ihr Chefredakteur. Das Blatt kritisierte die Politik der Perestroika  und stellte sich während des Moskauer Putschversuches von 1991 auf die Seite der kommunistischen und konservativen Putschisten. Als Präsident Boris Jelzin die Zeitschrift 1993 wegen Verfassungsfeindlichkeit verbieten ließ, änderte Prochanow ihren Titel in Sawtra (morgen) und setzte die Veröffentlichung fort.
In den folgenden Jahren publizierte die Zeitschrift einerseits Artikel von eher linksgerichteten Reformern wie dem ehemaligen Verfassungsrichter Waleri Sorkin oder dem Wirtschaftswissenschaftler Ruslan Chasbulatow, andererseits aber auch von Rechtsextremisten wie Alexander Barkaschow (dem Begründer der Organisation Russische Nationale Einheit) oder Alexander Dugin. Ferner wurden Stellungnahmen des KPRF-Vorsitzenden Gennadi Sjuganow abgedruckt, aber auch Predigten des Metropoliten Ioann Snytschjow. Der kleinste gemeinsame Nenner dieser sehr unterschiedlichen Autoren war die Gegnerschaft zur Jelzin-Regierung und eine antiliberale, antiwestliche Grundausrichtung.
Im Sommer 2000 lud Prochanow den Holocaustleugner und Ku-Klux-Klan-Chef David Duke nach Moskau ein.
Ein Autorenkreis der Sawtra gründete im September 2012 auf Initiative Prochanows den Isborsk-Klub, einen antiliberalen Think-Tank.
In einem Interview mit der Sawtra im November 2014 behauptete Igor Girkin, ein ehemaliger Anführer der pro-russischen „Volksrepublik Donezk“, der gleichzeitig Autor der Publikation ist, persönlich für die Eskalation des Krieges in der Ostukraine verantwortlich zu sein.

## Autoren
Unter anderem werden derzeit Beiträge von Alexander Dugin, Wladislaw Schurigin, Igor Girkin, Alexander Borodai sowie Maxim Kalaschnikow veröffentlicht.

## Aktuelle Positionen
Seit Beginn des Euromaidan forderte Prochanow in der Sawtra einen Einmarsch russischer Truppen in die Ukraine. Der vom Kongress der Vereinigten Staaten finanzierte Rundfunkveranstalter Radio Free Europe berichtete, die Sawtra-Redaktion gebe sich heute im Gegensatz zur oppositionellen Ausrichtung ihrer Frühphase regierungstreu. Der Redakteur Andrej Fefelow (Sohn von Alexander Prochanow) habe Wladimir Putin als „Inspiration“ bezeichnet. Allerdings seien auch deutliche Unterschiede zwischen einigen in der Sawtra geäußerten Forderungen und der offiziellen Kreml-Politik erkennbar. In aktuellen Artikeln würden weiterhin unterschiedliche, teils widersprüchliche, aber durchweg antiwestliche Positionen vertreten. Von Wissenschaftlern wird die Zeitschrift als rechts bis rechtsextrem beschrieben.